# 武吉峇都
武吉峇都是一個位於马来西亚柔佛州古來縣的巫金，由古來市議會管轄。「武吉峇都」在馬來語中意指岩石山。武吉峇都的經濟重心為油料種植業。

## 設施

### 教育
- 武吉峇都國中
- 峇都國小（華小）

### 宗教
- 穆哈吉林清真寺（Masjid muhajirin Kampung Bukit Batu）
- 茅山师公庙

## 地理
武吉峇都面積約86平方公里。

## 人口統計
武吉峇都人口為15, 549，以客家人為主。

## 交通
- 從新山拉慶中央車站乘座巴士到達。